# Collegium Minus w Poznaniu
Collegium Minus w Poznaniu – zabytkowy, neorenesansowy gmach zlokalizowany w obrębie poznańskiej Dzielnicy Cesarskiej przy Placu Adama Mickiewicza.

## Historia i architektura

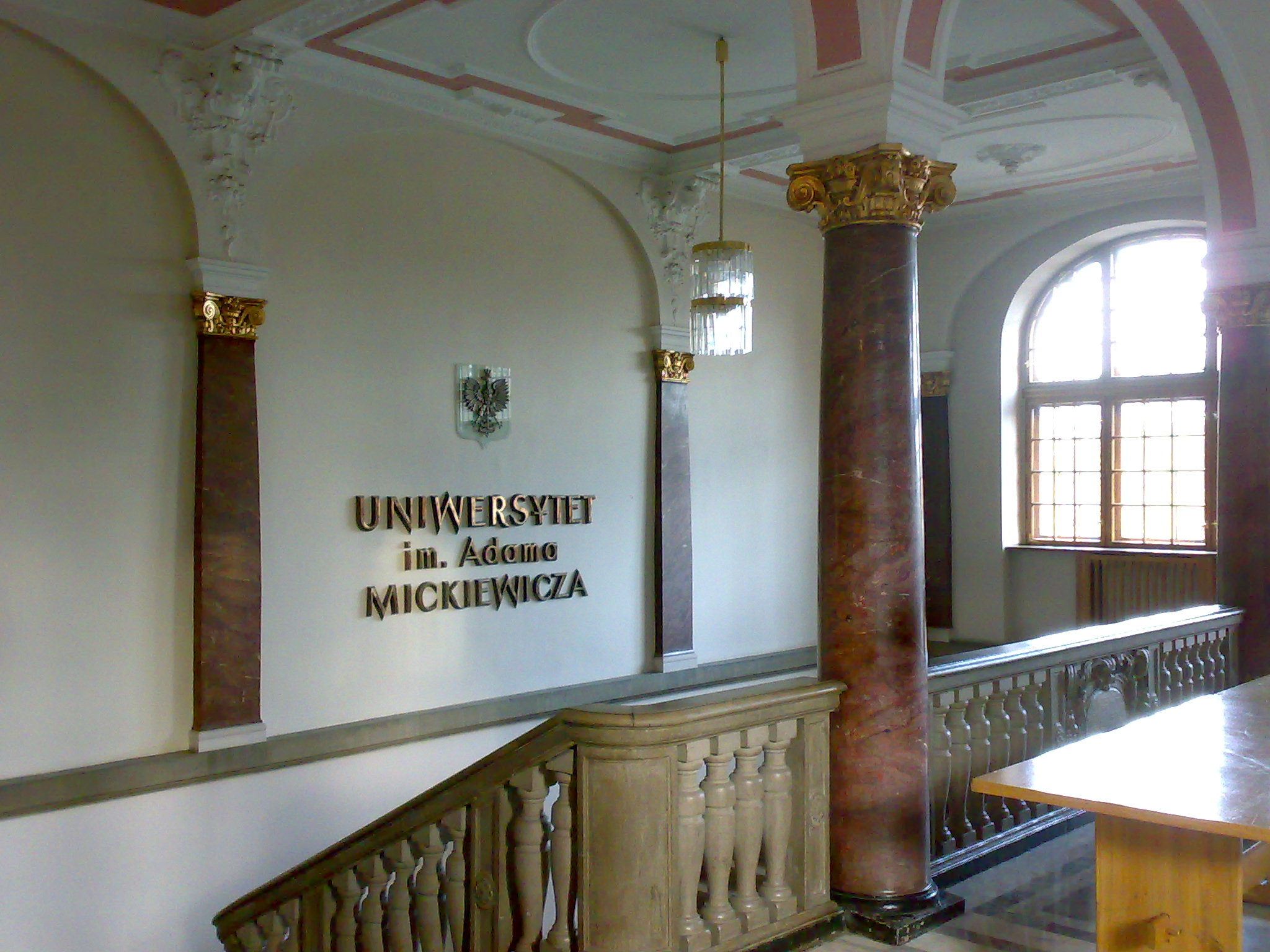
Hol

Obiekt został wybudowany na potrzeby Akademii Królewskiej w Poznaniu w 1909 według projektu Edwarda Fürstenaua. Uroczyste otwarcie nastąpiło 18 stycznia 1910. Obecnie mieści przede wszystkim Aulę Uniwersytecką i Rektorat UAM, a także siedzibę SAUAM, Małą Aulę i inne agendy uniwersyteckie.
Elewację dominują dwa potężne portyki z wysokimi szczytami. Okrągła wieża od strony torowisk kolejowych, budowana była, jako platforma dla obserwatorium astronomicznego. W Małej Auli, na centralnej ścianie, umieszczona jest kopia obrazu Jana Matejki Założenie Akademii Lubrańskiego (oryginał mieści Muzeum Narodowe w Poznaniu). Hol i korytarze zdobią liczne tablice i popiersia ludzi zasłużonych dla Uniwersytetu i kultury narodowej, takich jak m.in. Fryderyk Chopin, Heliodor Święcicki, czy Edward Taylor. Przed budynkiem Collegium Minus w maju 2010 postawiono Ławeczkę Heliodora Święcickiego.

## Sąsiedztwo
Z budynkiem sąsiadują inne okazałe gmachy Dzielnicy Cesarskiej, m.in.: Collegium Iuridicum, Akademia Muzyczna i Zamek Cesarski. Przed Collegium Minus stoją pomniki: Ofiar Czerwca 1956 i Adama Mickiewicza. Architekturę XX wieku reprezentuje natomiast gmach NOT. Aula jest miejscem corocznych uroczystych absolutoriów, a także najbardziej prestiżowych koncertów w Poznaniu, gdyż słynie ze znakomitej akustyki.

## Galeria

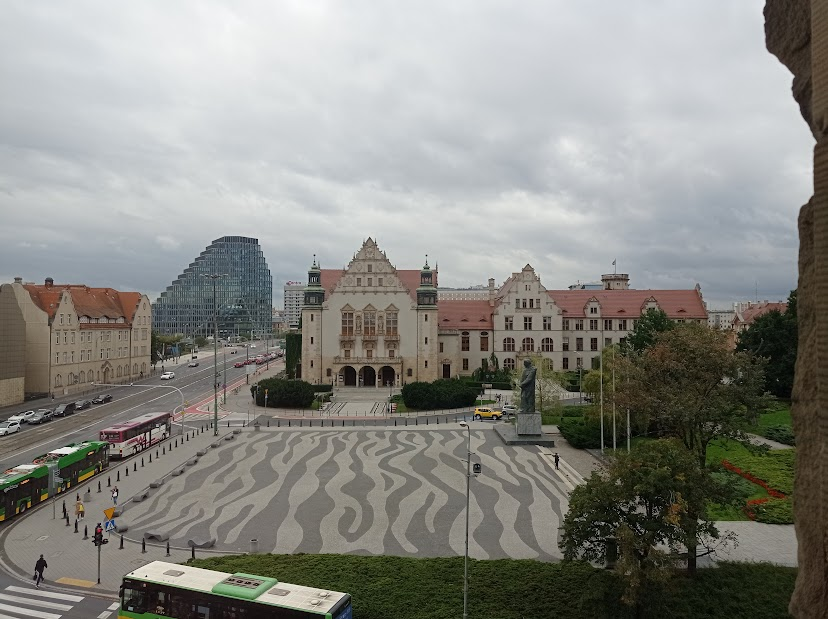
Collegium Minus i Plac Adama Mickiewicza w Poznaniu, widok z Zamku Cesarskiego
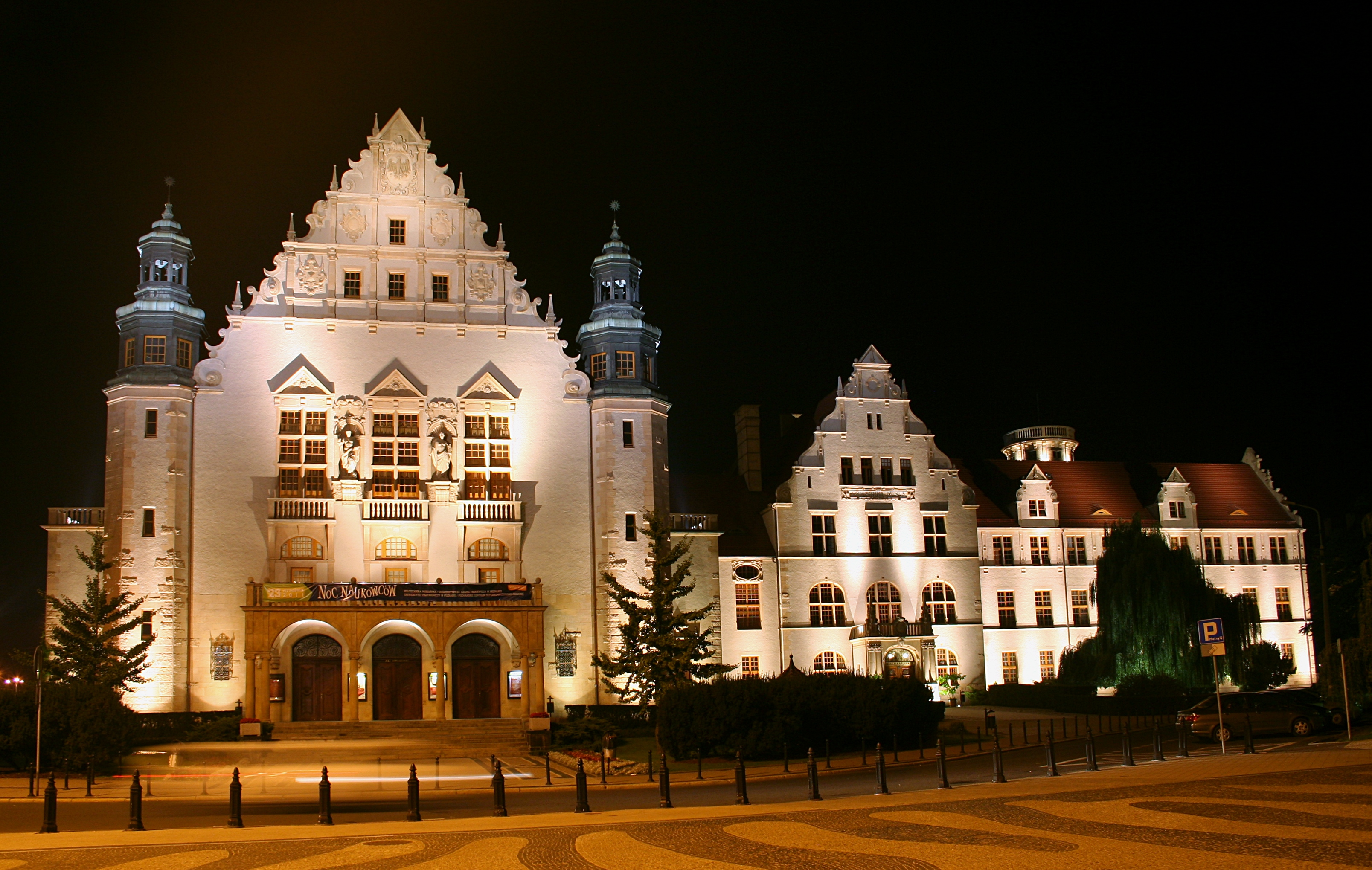
Budynek Collegium Minus w nocy
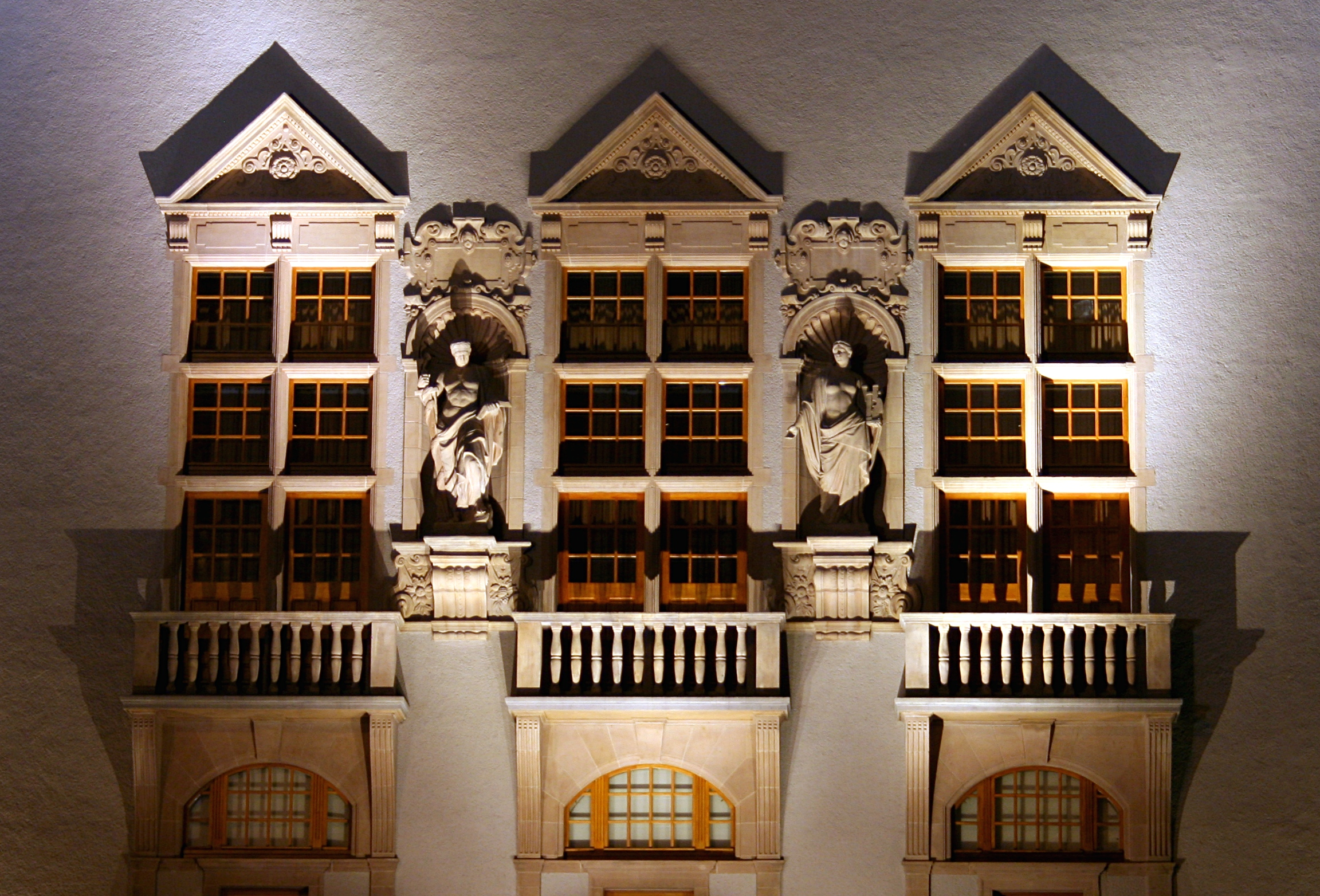
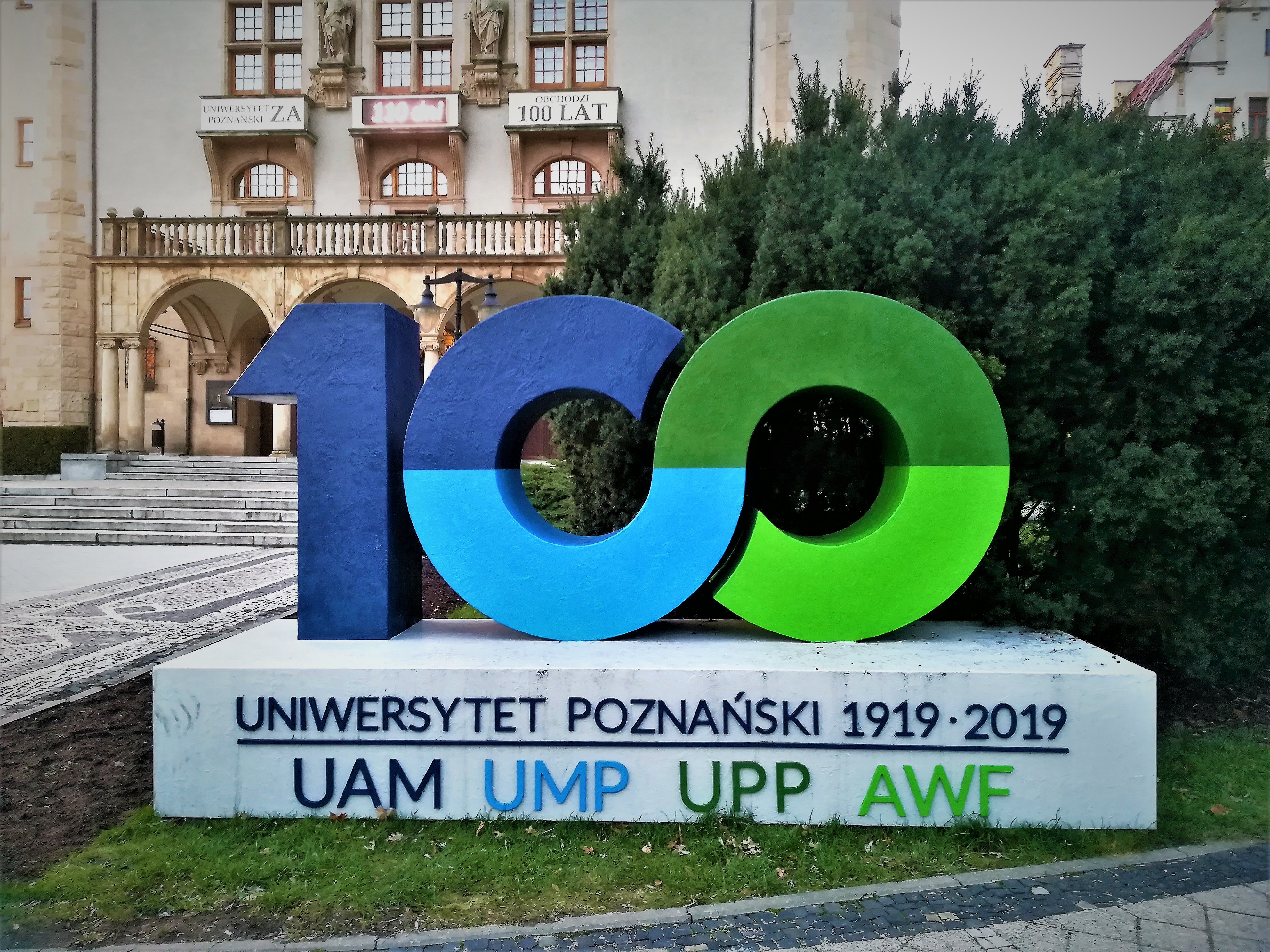